# Guilherme Toldo
Guilherme Toldo (Porto Alegre, 1º settembre 1992) è uno schermidore brasiliano, specializzato nel fioretto. Nelle Olimpiadi del 2016 è arrivato ai quarti di finale, perdendo contro il compagno di sala Daniele Garozzo, che più tardi avrebbe vinto l'oro. Si allena in Italia presso il Frascati Scherma.

## Palmarès
In carriera ha conseguito i seguenti risultati:
- Olimpiadi:

Londra 2012: 32º posto nel fioretto individuale.
Rio 2016: ottavo posto nel fioretto individuale ed in quello a squadre.
- Giochi Panamericani:

Guadalajara 2011: bronzo nel fioretto individuale ed a squadre.
Toronto 2015: argento nel fioretto a squadre.
- Campionati panamericani di scherma:

Reno 2011: bronzo nel fioretto a squadre.
Cancun 2012: argento nel fioretto a squadre.
Cartagena 2013: argento nel fioretto a squadre.
Costa Rica 2014: bronzo nel fioretto individuale ed a squadre.
Santiago del Cile 2015: argento nel fioretto a squadre.
Panama 2016: argento nel fioretto a squadre.
Montreal 2017: argento nel fioretto a squadre.
L'Avana 2018: bronzo nel fioretto a squadre.
Toronto 2019: argento nel fioretto individuale e bronzo a squadre.